# Вавилов, Сергей Иванович
Серге́й Ива́нович Вави́лов (12 [24] марта 1891, Москва — 25 января 1951, там же) — советский физик, основатель научной школы физической оптики в СССР, президент АН СССР (с 1945; член с 1932), общественный деятель и популяризатор науки. Младший брат Н. И. Вавилова, учёного-генетика. Лауреат четырёх Сталинских премий.
Соавтор открытия, за которое другой его соавтор уже после смерти Вавилова удостоится Нобелевской премии.

## Биография
Родился в семье преуспевающего коммерсанта, купца 2-й гильдии, гласного Московской городской думы Ивана Ильича Вавилова (1863—1928) и Александры Михайловны Вавиловой, в девичестве Постниковой (1865 — 05.04.1938, похоронена на Ваганьковском кладбище).
Учился в коммерческом училище на Остоженке, затем, с 1909 года, — на физико-математическом факультете Московского университета. Студентом опубликовал две научные работы: первую — «Фотометрия разноцветных источников», и вторую, за которую получил золотую медаль, — «К кинетике термического выцветания красителей». Окончив университет в 1914 году по специальности «физика» с дипломом первой степени, получил предложение остаться при университете для подготовки к профессорскому званию, однако отклонил его в знак протеста против реакционной политики министра просвещения Л. А. Кассо. Как отмечает Дженюк Сергей Львович: "Вавилов получил хорошее дореволюционное образование, и у него на всю жизнь сохранились строгие классические вкусы в искусстве и литературе"
В июле 1914 года поступил вольноопределяющимся в 25-й сапёрный батальон Московского военного округа. На протяжении Первой мировой войны Вавилов служил вначале рядовым, затем прапорщиком в различных технических частях российской армии. На фронте Сергей Иванович закончил экспериментально-теоретическую работу «Частота колебаний нагруженной антенны». Демобилизовался в феврале 1918 года.
В 1918—1932 годах работал в МВТУ (доцент, профессор), где читал курсы физики и теоретической светотехники, заведовал отделением физической оптики в Институте физики и биофизики Наркомздрава РСФСР, созданном и возглавляемом П. П. Лазаревым. Преподавал в Московском высшем зоотехническом институте (профессор) и в Московском государственном университете (приват-доцент, профессор, заведующий кафедрой). В 1919 году сдал экзамен на степень магистра физики при Московском университете.
В 1920 году женился на Ольге Михайловне Багриновской (1894—1978), дочери московского присяжного поверенного, помощника известного адвоката и судебного оратора Ф. Н. Плевако. В браке родился сын Виктор (1921—1999).
В 1926 году командирован в Германию для работы в Физическом институте Берлинского университета.
В 1929—1932 — действительный член Научно-исследовательского института физики при МГУ. В 1930—1932 — председатель производственной комиссии физического отделения МГУ.
31 января 1931 года С. И. Вавилов избран членом-корреспондентом, 29 марта 1932 года — действительным членом Академии наук СССР.
В сентябре 1932 года Вавилов был назначен научным руководителем Государственного оптического института (ГОИ), в связи с чем переехал в Ленинград, где проживал в 1932—1941 годах по адресу Биржевая линия, д. 12, кв.15, в 1941 и 1945—1946 — Биржевая линия, д.4, кв.3. Одновременно он возглавил Физический отдел расположенного в Ленинграде Физико-математического института АН СССР.
С 1933 по 1937 год Вавилов — председатель Комиссии по изучению стратосферы при Президиуме АН СССР. В декабре 1933 года он возглавил оргкомитет по проведению в Ленинграде в марте 1934 1-й Всесоюзной конференции по изучению стратосферы.
В сентябре 1933 года принял участие в 1-й Всесоюзной конференции по изучению атомного ядра (Ленинград), среди иностранных участников которой были Ирен и Фредерик Жолио-Кюри и Поль Дирак.
С 1933 года — бессменный председатель Комиссии АН по изданию научно-популярной литературы.
В 1933—1934 годах П. А. Черенков и С. И. Вавилов открыли и исследовали излучение, известное как «излучение (эффект) Вавилова-Черенкова».
В 1934 году Физико-математический институт был разделён на два самостоятельных института — Физический (ФИАН), которому по предложению Вавилова было присвоено имя П. Н. Лебедева, и Математический им. В. А. Стеклова (МИАН). Вавилов был назначен директором ФИАН. В том же году ФИАН, как и Академия наук, был переведён в Москву. Вавилов продолжал возглавлять институт, для чего регулярно, несколько раз в месяц, приезжал в Москву.
В 1934—1936 — заведующий секцией физики и математики Института истории науки и техники АН СССР, член учёного совета института.
В 1935 командирован в Польшу, Италию, Францию, Германию, Австрию для ознакомления с работой оптических лабораторий и заводов.
В 1935—1938 годах Вавилов избирался депутатом Ленинградского городского совета.
В 1935—1938 годах — член Президиума АН СССР. В 1935—1938 — заместитель председателя физической группы Отделения математических и естественных наук АН СССР.
С 1936 года — председатель редакционной коллегии журнала «Природа».
В марте 1936 года выступил с докладом «Пути развития Оптического института» на сессии Академии наук, посвящённой деятельности ведущих отечественных физических школ, возглавляемых академиками Д. С. Рождественским и С. И. Вавиловым в ГОИ, А. Ф. Иоффе в ФТИ и Л. И. Мандельштамом в МГУ.
В 1938 году избран депутатом Верховного Совета РСФСР от Ленинграда. В октябре 1938 года назначен председателем Комиссии по истории Академии наук СССР и председателем Комиссии АН СССР по изучению атомного ядра.
С 1939 года — заместитель академика-секретаря и член бюро Отделения физико-математических наук АН СССР. Ответственный редактор «Журнала экспериментальной и теоретической физики» и «Физического журнала».
В 1940 году С. И. Вавилов узнал об аресте своего брата — Н. И. Вавилова. В связи с этим он добился приёма у В. М. Молотова и Л. П. Берии с целью освободить брата из-под ареста. Однако Н. И. Вавилов не был освобождён и 26 января 1943 года умер в Саратовской тюрьме. С. И. Вавилов узнал о смерти брата 5 июля 1943 года из телеграммы Олега, сына Н. И. Вавилова. Официальное извещение он получил от НКВД только 26 октября 1943 года.
Во время Великой Отечественной войны Вавилов с женой был в эвакуации в Йошкар-Оле, где в это время работал ГОИ. Сын Виктор, военнослужащий, оставался в осаждённом Ленинграде. Возглавляемый Вавиловым ФИАН был эвакуирован в Казань.
1943 год — присуждена Сталинская премия за научные работы по физической оптике: «Теория концентрационного тушения флуоресценции растворов», «Теория концентрационной деполяризации флуоресценции в растворах» и «Визуальные измерения квантовых флуктуаций». Награждён орденом Ленина за успешную работу по развитию отечественной оптико-механической промышленности, выполнение заданий правительства по разработке новых образцов оптических приборов и научные достижения. В июне 1943 года назначен уполномоченным ГКО СССР по развитию и координации научной работы в области инфракрасной техники.
В 1945 году награждён вторым орденом Ленина за выдающиеся заслуги в развитии науки и техники в связи с 220-летием Академии наук.
17 июля 1945 года избран президентом АН СССР, сменив на этом посту В. Л. Комарова.
В 1945 году по постановлению Совета Министров СССР при Академии наук был создан Совет по координации научной деятельности академий наук союзных республик, главным организатором и бессменным председателем которого был С. И. Вавилов.
1945—1951 — председатель Комиссий АН СССР по люминесценции и по истории физико-математических наук. Председатель Редакционно-издательского совета АН СССР. Главный редактор журнала «Доклады Академии наук СССР». Главный редактор издания АН СССР «Материалы к биобиблиографии учёных СССР». Заместитель (с 1949 года председатель) Физической секции Комитета по присуждению Сталинских премий.
В 1946 году Вавилов вместе с Черенковым, И. М. Франком и И. Е. Таммом получил Сталинскую премию за открытие и объяснение природы нового вида излучения.
В 1946 и 1950 годах избирался депутатом Верховного Совета СССР, в 1947 — депутатом Московского городского Совета.
6 марта 1947 года вошёл в первый состав учёного совета физико-технического факультета МГУ (в дальнейшем — МФТИ).
1947—1951 — Председатель правления созданного по его инициативе Всесоюзного общества по распространению политических и научных знаний.
1948—1951 — главный редактор второго издания Большой советской энциклопедии.
В июне—августе 1950 года во время летнего отдыха написал свой последний фундаментальный труд — «Микроструктура света».
В конце 1950 года здоровье С. И. Вавилова значительно ухудшилось — сказались перенесённые в период эвакуации заболевания сердца и лёгких. В декабре — январе находился на лечении в санатории Барвиха. Вернувшись из санатория 12 января 1951 года, председательствовал на расширенном заседании Президиума Академии наук.
25 января 1951 года в 4 часа 45 минут скончался от инфаркта миокарда. Похоронен на Новодевичьем кладбище (участок № 1).

### Работа в ГОИ
В сентябре 1932 года Вавилов был назначен научным руководителем ГОИ и оставался им вплоть до избрания в 1945 году президентом АН СССР. Внёс большой вклад в научную деятельность института, организовал и возглавил лабораторию люминесцентного анализа, которой руководил до последних дней жизни. Активно участвовал в развитии оптико-механической промышленности страны и ГОИ как отраслевого научного центра. Отстаивал необходимость тесной связи науки и производства, выступал против деления науки на «большую» и «малую». В период Великой Отечественной войны обеспечил переориентацию научной деятельности института на работы оборонной тематики.

### Директор ФИАН
Летом 1932 года по предложению вице-президента АН СССР В. Л. Комарова Вавилов возглавил Физический отдел небольшого, расположенного в Ленинграде, Физико-математического института АН СССР. Весь штат института составлял к тому времени менее 10 сотрудников, директором в 1928 году был избран академик А. Н. Крылов. Несколькими сотрудниками физического отдела публиковалась, в среднем, одна статья в год. С приходом С. И. Вавилова началась реорганизация физического отдела института, работавшего практически независимо от математического отдела, возглавляемого академиком И. М. Виноградовым. Главным направлением деятельности отдела С. И. Вавилов считал изучение строения вещества в твёрдом, жидком и газообразном состояниях. Менее, чем за год, определилась конкретная тематика исследований — свойства недавно открытых нейтронов, свечение жидкостей под действием радиоактивных излучений, окрашенные кристаллы, микроструктура жидкостей, электрический пробой в газах и др. Первым результатом в этот период стало обнаружение в 1933 году аспирантом П. А. Черенковым слабого свечения жидкостей под действие гамма-излучения (излучение Вавилова — Черенкова), экспериментальные исследования соударения нейтронов и протонов, новые результаты в области диэлектрической прочности газов, природы скрытого фотографического изображения, оптических и электрических свойств окрашенных кристаллов.
28 апреля 1934 года общее собрание Академии наук СССР приняло постановление о разделении Физико-математического института на два самостоятельных — Физический институт АН СССР (ФИАН), которому вскоре по предложению Вавилова было присвоено имя П. Н. Лебедева, и Математический институт имени В. А. Стеклова (МИАН). Эта дата считается официальной датой создания ФИАНа. Несмотря на переезд ФИАНа одновременно с Академией наук в августе 1934 года в Москву, его директором был назначен Вавилов. Он пригласил для работы в институте уже известных к тому времени физиков — Д. И. Блохинцева, В. И. Векслера, Г. С. Ландсберга, В. Л. Лёвшина, М. А. Леонтовича, Л. И. Мандельштама, П. А. Ребиндера, Д. В. Скобельцына, И. Е. Тамма, С. Н. Ржевкина и ряда других.
Одной из первых ещё в физическом отделе была организована Лаборатория атомного ядра с включением в её тематику исследований природы космических лучей. Предвидя уже в начале 1930 годов важность и перспективность развития ядерной физики, С. И. Вавилов привлёк к работе в лаборатории своих аспирантов П. А. Черенкова и Н. А. Добродина, молодых физиков И. М. Франка, Л. В. Грошева, несколько позднее Д. В. Скобельцына, (возглавившего лабораторию в ФИАНе), В. И. Векслера, С. Н. Вернова, С. Н. Ржевкина. Существенным результатом стала теория «излучения Вавилова-Черенкова», развитая С. И. Вавиловым, И. Е. Таммом и И. М. Франком. Сотрудники лаборатории принимали активное участие вплоть до 1940 года в комплексных эльбрусских экспедициях по измерению космических лучей и наблюдению ряда атмосферно-оптических явлений.
По инициативе С. И. Вавилова в 1940 году была создана «циклотронная бригада» для изучения возможности сооружения циклотрона с диаметром полюсов в несколько метров. В её состав вошли Векслер, Вернов, Грошев, Фейнберг и Черенков. Ещё во время ВОВ, в 1944 году, Векслером был открыт принцип автофазировки, на основе которого в 1947 году в ФИАНе был построен электронный синхротрон с энергией до 250 млн эВ.
В соответствии с намерением С. И. Вавилова создать физический институт широкого профиля вслед за Лабораторией атомного ядра в течение нескольких последующих лет в ФИАНе были образованы лаборатории по актуальным направлениям физики:
- Лаборатория физики колебаний (рук. — Л. И. Мандельштам (с 1935 года — Н. Д. Папалекси, основное направление — исследование распространения электромагнитных волн и проблема нелинейных колебаний)).
- Лаборатория физической оптики (рук. — Г. С. Ландсберг, основное направление — комбинационное рассеяние света, молекулярный анализ, исследование строения жидкостей и кристаллов).
- Лаборатория люминесценции (рук. — С. И. Вавилов, основное направление — исследование природы и применения кристаллических люминофоров).
- Лаборатория спектрального анализа (рук. — С. Л. Мандельштам, основное направление — развитие теории спектрально-аналитических методов исследований).
- Лаборатория физики диэлектриков (рук. — Б. М. Вул, основное направление — исследование диэлектрических свойств и электрического пробоя материалов).
- Лаборатория теоретической физики (рук. — И. Е. Тамм, основное направление — теория атомного ядра, космических лучей и другие вопросы теоретической физики).
- Лаборатория акустики (рук. С. Н. Ржевкин, с 1940 года — Н. Н. Андреев, основное направление — вопросы гидроакустики).

С 1934 по 1937 год в состав института входила лаборатория поверхностных явлений (рук. П. А. Ребиндер).
В конце июля 1941 года ФИАН был эвакуирован в Казань и работал там до осени 1943 года. С. И. Вавилов настоял на отправке в Казань большей части фонда научной библиотеки института, оказавшейся там единственной открытой для всех учреждений академической библиотекой. Постоянно живший в Йошкар-Оле, куда был эвакуирован ГОИ, он продолжал руководить институтом, приезжая несколько раз в месяц в Казань, и затем, после реэвакуации ФИАНа, в Москву.
В годы Великой Отечественной войны ФИАН существенно перестроил свою работу, максимально приблизив её к нуждам военного времени. Под непосредственным руководством С. И. Вавилова в лаборатории люминесценции были разработаны светящиеся составы постоянного действия для нанесения на шкалы приборов и ориентирования в полной темноте. Сотрудники акустической лаборатории создали трал для подрыва немецких плавучих мин, работали над совершенствованием методов обнаружения самолётов противника. Лабораторией атомного ядра разработаны новые дефектоскопические приборы. Лабораторией спектрального анализа созданы и внедрены в производство приборы (стилоскопы) для экспресс-анализа и сортировки металлических частей поступающей с фронта разбитой отечественной и трофейной военной техники.
В июне 1945 года Академия наук отмечала 220-летие со дня основания. Одновременно 220-летие отмечал и ФИАН как «прямой потомок» физического кабинета Академии. В статье, посвящённой юбилейной дате, Вавилов кратко подвёл итоги деятельности ФИАНа за последние 12 лет, то есть за период своего руководства институтом. Он отмечает, в частности, что число опубликованных сотрудниками института за этот период работ приближается к тысяче. За наиболее выдающиеся результаты Сталинские премии получили:
- Академики Л. И. Мандельштам и Н. Д. Папалекси за работы по распространению радиоволн
- Академик С. И. Вавилов за исследования в области люминесценции и зрительных квантовых флуктуаций
- Член-корреспондент АН СССР Г. С. Ландсберг за работы по спектральному анализу
- С. А. Фридман за работы по светящимся составам

Увеличение объёма работ по ряду направлений привело к формированию на основе подразделений и с участием сотрудников ФИАН новых научных учреждений:
- 1937 — Коллоидно-электрохимический институт (П. А. Ребиндер)
- 1946 — Научно-исследовательский институт ядерной физики МГУ (Д. В. Скобельцын)
- 1946 — Радиотехническая лаборатория АН СССР (А. Л. Минц), с 1957 — Радиотехнический институт АН СССР
- 1947 — Обнинская научно-исследовательская лаборатория (Д. И. Блохинцев), в 1950 преобразована в Физико-энергетический институт
- 1951 — Лаборатория высоких энергий Объединённого института ядерных исследований (Дубна; В. И. Векслер)
- 1953 — Акустический институт АН СССР (Н. Н. Андреев, Л. М. Бреховских)

### Президент Академии наук СССР (1945—1951)
17 июля 1945 года избран президентом АН СССР, сменив на этом посту В. Л. Комарова. 6 марта 1947 года вошёл в первый состав учёного совета физико-технического факультета МГУ (в дальнейшем — МФТИ).
С. И. Вавилов был популяризатором науки, инициатором создания Всесоюзного общества по распространению политических и научных знаний и первым его председателем (1947—1951); во многом именно его усилиями имя М. В. Ломоносова утвердилось как символ российской науки, по его предложению в структуре АН СССР был организован музей М. В. Ломоносова. В 1927—1934 годах принимал участие в составлении «Технической энциклопедии» в 26-и томах под редакцией Л. К. Мартенса, автор статей по тематике «физика».
Главный редактор Полного собрания сочинений М. В. Ломоносова в 10 томах (1950—1957; 11 том вышел в 1983 году).
Главный редактор второго издания Большой советской энциклопедии (1—7 тома; 1949—1951).
Депутат ВС РСФСР (1938—1947). Депутат ВС СССР 2—3 созыва от Ленинского района Москвы (1946—1951).

## Научная деятельность
Основным направлением в науке для С. И. Вавилова были исследования в области физической оптики, в частности явления люминесценции. В 1925 году совместно с В. Л. Лёвшиным он провёл ряд опытов, в ходе которых было обнаружено уменьшение показателя поглощения уранового стекла при больших интенсивностях света. Наблюдаемый эффект лёг в основу нелинейной оптики. Ввёл понятие квантового выхода люминесценции и исследовал зависимость этого параметра от длины волны возбуждающего света (закон Вавилова). Исследовал явление поляризации люминесценции, стал основоположником нового направления — микрооптики, много сделал для развития нелинейной оптики. Вместе со своим аспирантом П. А. Черенковым в 1934 году открыл эффект Вавилова — Черенкова, за что Черенков в 1958 году, уже после смерти Вавилова, был удостоен Нобелевской премии. Сам С. И. Вавилов был номинирован на Нобелевскую премию два раза (в 1957 и 1958 годах).
В 1920-х годах по инициативе С. И. Вавилова начались исследования, направленные на создание новых для того времени источников света — люминесцентных ламп. Затем под его руководством работы продолжились одновременно в трёх научных организациях — в ФИАН имени П. Н. Лебедева, ГОИ, во ВЭИ имени В. И. Ленина. Незадолго до начала войны, 30 мая 1941 года, на Общем собрании АН СССР С. И. Вавилов сделал доклад «Люминесцентные источники света», сопроводив его демонстрацией первых образцов люминесцентных ламп. В дальнейшем, в послевоенные годы, при самом активном участии С. И. Вавилова началось их широкое промышленное производство.

## Награды и звания
- два ордена Ленина (1943, 10 июня 1945)
- орден Трудового Красного Знамени (1939) — за выполнение правительственных заданий и освоение новых образцов вооружения и укрепление боевой мощи Красной Армии и Военно-Морского Флота
- медаль «За доблестный труд в Великой Отечественной войне 1941—1945 гг.» (1945)
- медаль «В память 800-летия Москвы» (1947)
- Сталинская премия II степени (22 марта 1943) — за научные работы по физической оптике «Теория концентрационного тушения флюоресценции растворов», «Теория концентрационной деполяризации флюоресценции в растворах», «Визуальные измерения квантовых флюктуаций» (1942)
- Сталинская премия I степени (1946) — за открытие и исследование излучения электронов при движении их в веществе со сверхсветовой скоростью, результаты которых обобщены и опубликованы в «Трудах ФИАН имени П. Н. Лебедева» (1944)[32]
- Сталинская премия II степени (1951, посмертно) — за разработку люминесцентных ламп
- Сталинская премия I степени (1952, посмертно) — за научные труды «Микроструктура света» и «Глаз и Солнце» (1950)
- С. И. Вавилов был почётным членом академий наук Армянской ССР, Белорусской ССР, Казахской ССР, Болгарской академии наук, Чехословацкой академии наук, Югославской академии наук и искусств, Комитета наук Монголии, Национального географического общества США, Индийской академии наук в Бангалоре; членом-корреспондентом Германской академии наук в Берлине, Словенской академии наук и искусств; почётным доктором наук Пражского университета; почётным членом Московского общества испытателей природы.

## Память

### Учреждения и научные общества его имени
- Государственный оптический институт им. С. И. Вавилова (Санкт-Петербург)
- Институт истории естествознания и техники имени С. И. Вавилова РАН (1991)
- До присвоения Институту физических проблем РАН имени П. Л. Капицы институт носил имя С. И. Вавилова
- Всесоюзный научно-исследовательский светотехнический институт им. С. И. Вавилова
- Всероссийский научно-исследовательский и проектно-конструкторский институт электровозостроения им. С. И. Вавилова (Москва)
- Научно-техническое общество приборостроительной промышленности им. акад. С. И. Вавилова
- Минский механический завод им. С. И. Вавилова (1957, с 1971 в составе БелОМО)[33]

### Награды и премии
- Золотая медаль имени С. И. Вавилова — присуждается ежегодно за выдающиеся работы в области физики, учреждена в 1951 году Президиумом АН СССР

### Улицы
- Улицы в различных населённых пунктах государств бывшего СССР

### на море и на небе (суда, астероиды, кратеры)
- Научно-исследовательские суда «Сергей Вавилов»[34] и «Академик Сергей Вавилов»
- В честь С. И. Вавилова и его брата Н. И. Вавилова назван астероид (2862) Вавилов, открытый астрономом Крымской астрофизической обсерватории Н. С. Черных 15 мая 1977 года[35]
- Кратер на обратной стороне Луны[36]
- В честь С. И. Вавилова названа подводная гора Вавилова (Охотское море, Курильские острова, 46°55′ с.ш., 150°30′ в.д., гора открыта и обследована в 1949—1955 гг. на научно-исследовательском судне «Витязь»)[37].

### Памятники и памятные доски
- Мемориальная доска советскому учёному-физику Сергею Ивановичу Вавилову на доме № 155 по улице Волкова в городе Йошкар-Оле (Марий Эл)Мемориальные доски на здании Государственного оптического института, на старом здании Физического института АН РАН (Миусская площадь) и на доме, где жил С. И. Вавилов
- Памятник С. И. Вавилову перед главным корпусом Государственного оптического института (1971)

### В филателии
- В СССР были выпущены почтовые марки, посвящённые Вавилову:

- 1961 год